# Anatomia humana

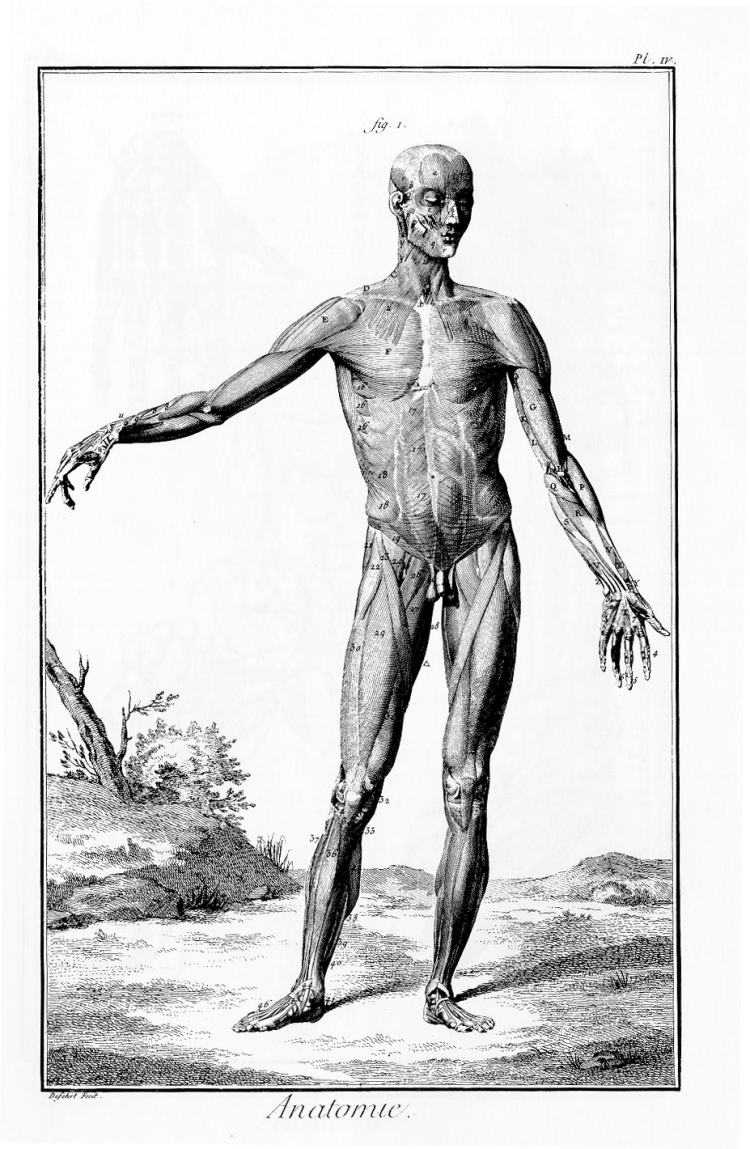
Desenho anatômico dos músculos humanos da Encyclopédie.

A anatomia humana ou antropometria é um campo especial dentro da anatomia que estuda grandes estruturas e sistemas dos seres vivos.  Deixando o estudo dos tecidos para a histologia  e das células para a citologia. A anatomia estrutural se organiza em muitos níveis sendo um deles o nível químico em que as substâncias são de extrema importância para a manutenção da vida que são compostas de átomos que se reúnem de várias maneiras a fim de formar moléculas, assim com a união de varias moléculas em forma de substancias químicas se organizam para formar as células. 
Com isso, o organismo é composto por células que irão resultar na formação de tecidos e será equivalente para a formação dos órgãos que estruturará os sistemas que no final irá equivaler o organismo como um ser vivo. 
Os princípios de pesquisa podem ser a anatomia descritiva, quando analisa-se e descreve-se os órgãos baseado nos tecidos biológicos que o compõem ou pode ainda ser adotado o critério da anatomia topográfica, quando analisa-se e descreve-se os órgãos com base em sua localização no corpo (região corporal).
É através da dissecação (ou dissecção) e de outras técnicas adjacentes que se consegue visualizar, analisar e estudar cada parte do corpo humano.
Veja o artigo história da anatomia para detalhes a respeito do desenvolvimento desta área, incluindo a anatomia humana.

## Estudando a anatomia humana

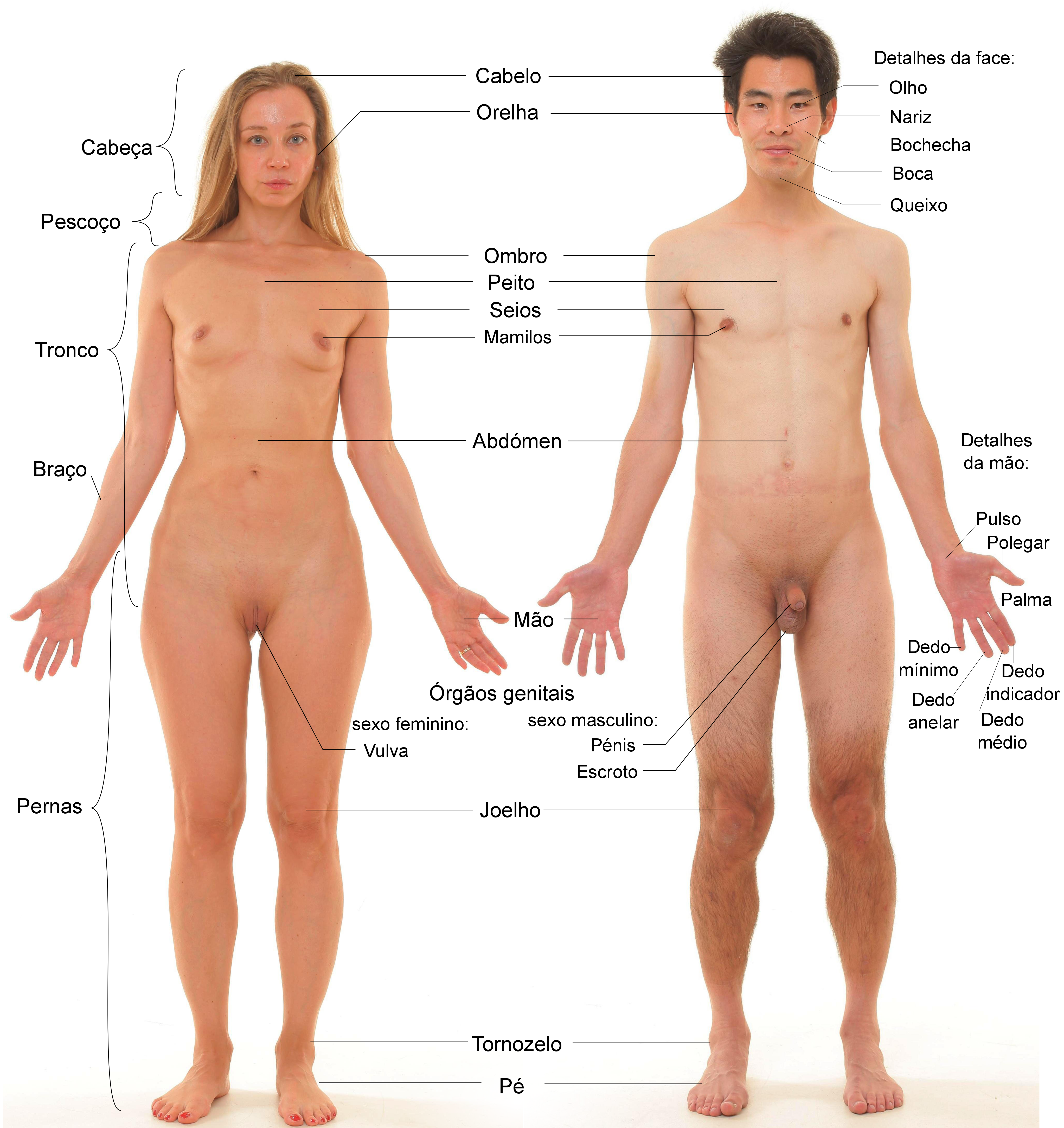
Características anatômicas básicas de seres humanos do sexo masculino e feminino.

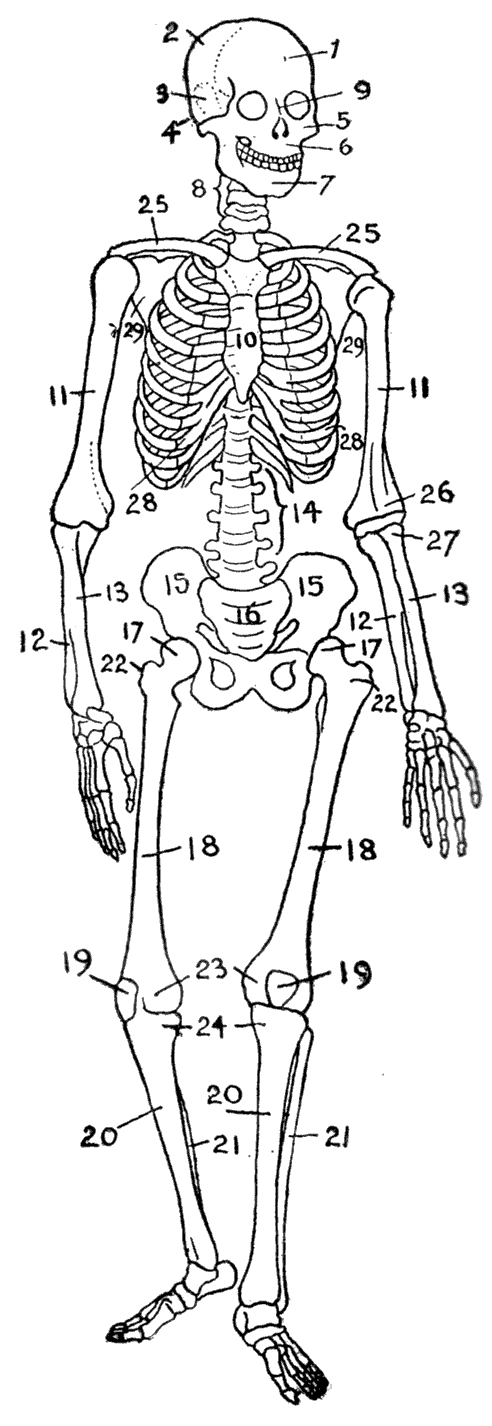
Esqueleto humano.

Certas profissões, especialmente a medicina e a fisioterapia, requerem um estudo aprofundado da anatomia humana. A anatomia humana pode ser dividida em duas principais subdisciplinas: anatomia humana regional e anatomia humana sistemática normal (descritiva).

### Modelos Anatômicos
O corpo humano é uma das criações mais complexas que existem no universo, e cada detalhe, mesmo os que parecem ser insignificantes, revela mistérios e descobertas impressionantes.
Isso se reflete na variedade de modelos anatômicos do corpo humano, que não se limitam a servir como manequins detalhados. Antes, esses modelos possuem uma riqueza de detalhes que torna o aprendizado e a análise realmente completos.
Os principais modelos anatômicos do corpo humano são:

### Corpo inteiro
Há vários tipos de modelos de corpo inteiro, cada um com um propósito. Por exemplo, os esqueletos servem para mostrar toda a estrutura óssea do corpo humano, dos pés ao crânio, em detalhes.
Já os torsos servem para demonstrar todos os órgãos internos do corpo humano. Há também os modelos de acupuntura, opções com a estrutura muscular, alternativas que combinam os esqueletos e músculos, e os manequins de treinamento que incluem os órgãos internos realísticos para procedimentos de enfermagem e ressuscitação (RCP).

### Modelos parciais
Os modelos anatômicos parciais também podem servir a vários propósitos. A única diferença com relação aos de corpo inteiro é que eles são feitos para representar partes do corpo.
Alguns são representações apenas da região do torso, enquanto outros mostram pernas, braços, mãos, pés e cabeça, tudo em diferentes níveis de detalhes.

### Articulações e órgãos internos
Também há modelos anatômicos que se concentram nas muitas articulações do corpo, como quadril, ombro, joelho, cotovelo, pé e mão.
Além destes, existem modelos que representam órgãos internos, o que inclui não completamente todos,mas esses:
- Coração
- Estômago
- Laringe
- Fígado
- Olho
- Órgãos reprodutores[1]
- Intestinos
- Cérebro
- Pulmões
- Baço
- Pâncreas

## Divisão do corpo humano
Classicamente o corpo humano é dividido em cabeça, tronco e membros. A cabeça se divide em face e crânio. O tronco em pescoço, tórax e abdome. Os membros em superiores e inferiores. Os membros superiores são divididos em ombro, braço, antebraço e mão. Os membros inferiores são divididos em quadril, coxa, perna e pé.

### Grupos regionais
Os livros de anatomia humana geralmente dividem o corpo nos seguintes grupos regionais:
- Cabeça e pescoço — inclui tudo que está acima da abertura torácica superior;
- Membro superior — inclui a mão, antebraço, braço, ombro, axila, região peitoral e região escapular;
- Tórax — é a região do peito compreendida entre a abertura torácica superior e o diafragma torácico;
- Abdômen — é a parte do tronco entre o tórax e a pelve;
- Costas — a coluna vertebral e seus componentes, as vértebras e os discos intervertebrais;
- Pelve e períneo — sendo aquele a região de transição entre tronco e membros inferiores e este a região superficial entre sínfise púbica e cóccix;
- Membro inferior — geralmente é tudo que está abaixo do ligamento inguinal, incluindo a coxa, articulação do quadril, perna e pé.

A cabeça se liga ao tronco através do pescoço, região estreita e de anatomia interna bastante complexa, pois é por onde passam as estruturas musculares, vasculares e nervosas.
O tronco é a maior porção do corpo, e pode ser divido em tórax, abdômen e pelve.
Os membros inferiores podem ser divididos, em: região glútea, coxa, joelho, perna, tornozelo e pé.
O corpo é revestido totalmente pela pele. Abaixo dela há uma camada de tecido subcutâneo, com quantidade variável de gordura, e mais abaixo a camada muscular. Em alguns pontos do corpo não existe camada muscular, como na região anterior da perna, onde se percebe a superfície óssea da tíbia abaixo do subcutâneo, o que torna as pancadas na canela especialmente dolorosas.
Entremeados às camadas musculares encontram-se os vasos sanguíneos e os nervo. Abaixo fica a estruturas ósseas e articular, formando o arcabouço do corpo.

### Sistemas do corpo humano
O corpo humano pode ser subdividido, conforme a Terminologia Anatômica Internacional (FCAT) em:
- Sistema circulatório: circulação do sangue como coração e vasos sanguíneos;
- Sistema digestório: processamento do alimento com a boca, estômago e intestinos;
- Glândulas endócrinas: comunicação interna do corpo através de hormônios;
- Sistema imune: defesa do corpo contra os agentes patogênicos;
- Tegumento comum: pele, cabelo e unhas;
- Sistema linfático: estruturas envolvidas na transferência de linfa entre tecidos e o fluxo sanguíneo;
- Sistema articular: junto com músculos e ossos proporciona  mobilidade ao corpo;
- Sistema muscular: proporciona a força necessária ao movimento do corpo;
- Sistema nervoso: coleta, transfere e processa informação com o cérebro e nervos;
- Sistema reprodutor: os órgãos sexuais;
- Sistema respiratório: os órgãos usados para inspiração e o pulmão;
- Sistema esquelético: suporte estrutural e proteção através dos ossos. Junto com músculos e articulações proporciona  mobilidade ao corpo;
- Sistema urinário: os rins e estruturas envolvidas na produção e excreção da urina.

## Características externas
Nomes comuns de partes bem conhecidas do corpo humano, de cima para abaixo:
- Cabeça —Testa — Olho —Orelha — Nariz — Boca — Língua — Dente — Mandíbula — Face —Bochecha — Queixo
- Pescoço — Garganta — Pomo de adão — Ombros
- Braço — Cotovelo — Pulso  — Mão — Dedos da mão — Polegar
- Coluna — Peito — Mama — Costela
- Abdómen — Umbigo — Órgão sexual (Pênis/Escroto ou Clitóris/Vagina) — Reto — Ânus
- Quadril — Nádegas —Coxa  — Joelho — Perna  —Panturrilha  — Calcanhar — Tornozelo — Pé —  Dedos do pé

## Órgãos internos
Nome comum de órgãos internos, em ordem alfabética:
Apêndice cecal — Baço —  Bexiga — Cérebro —Coração —  Duodeno — Estômago  —  Fígado — Intestino delgado — Intestino grosso —  Olho — Ouvido —  Ovário — Pâncreas — Paratireoides — Pele — Pituitária — Próstata — Pulmão  — Rim — Suprarrenal  — Testículo — Timo — Tireoide —Útero —  Veias — Vesícula biliar —

## Anatomia doCérebro
Amígdala — Cerebelo — Córtex cerebral — Hipotálamo — Sistema límbico — Bulbo raquidiano — Hipófise (pituitária)
crânio

## O corpo humano na filosofia
O corpo sempre foi objeto de curiosidade por ser uma engrenagem misteriosa. Esse fato levou com que cada área do conhecimento humano apresentasse possíveis definições para o corpo como seu objeto de estudo.
Platão definiu o homem composto de corpo e alma. A teoria filosófica de Platão baseia-se fundamentalmente na cisão entre dois mundos: o inteligível da alma e o sensível do corpo.
O pensamento platônico é essencial para a compreensão de toda uma linhagem filosófica que valoriza o mundo inteligível em detrimento do sensível. A alma é detentora da sabedoria e o corpo é a prisão quando a alma é dominada por ele, quando é incapaz de regrar os desejos e as tendências do mundo sensível.
Foucault concebeu o corpo como o lugar de todas as interdições. Todas as regras sociais tendem a construir um corpo pelo aspecto de múltiplas determinações. Já para Lacan, o corpo é o espelho da mente e diz muito sobre nós mesmos. Para Nietzsche, só existe o corpo que somos; o vivido e este é mais surpreendente do que a alma de outrora (Vontade de Potência II).
Em Michel de Certeau, encontra-se o corpo como lugar de cristalização de todas as interdições e também o lugar de todas as liberdades. Georges Bataille definiu o corpo como uma coisa vil, submissa e servil tal como uma pedra ou um bocado de madeira.
Para Descartes, o corpo enquanto organismo é uma máquina tanto que Anatomia humana é um campo especial dentro da anatomia que estuda grandes estruturas e sistemas do corpo humano, deixando o estudo de tecidos para a histologia e das células para a citologia. O corpo humano, como o corpo de todos os animais, consiste de sistemas, que são formados de órgãos, que são constituídos de tecidos, que por sua vez são formados de células.
Os princípios de pesquisa podem ser a anatomia descritiva, quando analisa-se e descreve-se os órgãos baseado nos tecidos biológicos que o compõem ou pode ainda ser adotado o critério da anatomia topográfica, quando analisa-se e descreve-se os órgãos com base em sua localização no corpo (região corporal).
É através da dissecação (ou dissecção) e de outras técnicas adjacentes que se consegue visualizar, analisar e estudar cada parte do corpo humano.
Veja o artigo história da anatomia para detalhes a respeito do desenvolvimento desta área, incluindo a anatomia humana. tem aparelhos, enquanto Espinosa, objetivando desconstruir o dualismo mente/corpo e outras oposições binárias do iluminismo como natureza/cultura, essência/construção social, concebe o corpo como tecido histórico e cultural da biologia.
Para o crítico literário Pardal Mallet, o autor empresta o seu próprio corpo para dar corpo ao seu texto e ao mesmo tempo cria dentro do texto outros corpos de personagens que transitam no discurso corporal romanesco, porque o texto também tem o seu corpo.
Júlia Kristeva e Nancy Chodorow, adaptadas da noção de construção social e da subjetividade, o corpo deve ser visto como forma positiva, marcando socialmente o masculino e o feminino. Para estas estudiosas essas categorias ajudam a entender a complexidade do ser humano.
Para Gilles Deleuze, um corpo pode ser controlável, já que a ele pode se atribuir sentidos lógicos. Afirmou este filósofo que somos "máquinas desejantes". Em sua teoria, ao discorrer sobre corpos-linguagem disse que o corpo "é linguagem porque pode ocultar a palavra e encobri-la". Ivaldo Bertazzo, dançarino, é um instrumento de vida. A descrição do corpo é psicomotora não é psíquica, é uma união entre psiquismo e motricidade.

## O corpo humano nas artes
A partir dos anos 70, a body art passou a incluir o corpo enquanto sujeito do espectáculo e da forma artística em si. Com o impulso tecnológico, a partir dos anos 90, ocorreu uma maior auto-apropriação pelo artista do seu corpo e do corpo de outrem como sujeito e objecto da experiência estética. Todos os dias a televisão está estampando dentro de nossas casas "vinhetas" e aberturas de novelas com efeito digital, virtual e em espaço 3-D, mostrando performances corporais: o simulacro do corpo. Na actualidade o grande artista da mídia televisiva é Hans Donner, o inventor da mulata globeleza Valéria Valenssa, que o desposou e ao mesmo tempo a transformou em mulata virtual e símbolo do carnaval carioca. Numa mágica corporal, tecnológica, midiática inéditas e criativas para a televisão brasileira. Criatura e criador integram o virtual.